# جهان أباد (همت أباد)
جهان أباد (بالفارسية: جهان‌آباد) هي مستوطنة تقع في إيران في قسم همت أباد الريفي. يقدر عدد سكانها بـ 4,115 نسمة .